# Jessy Ares
Jessy Ares (né le 2 août 1980 à Augsbourg) est un mannequin, chanteur et acteur de films pornographiques gays allemand.

## Biographie
Né en Allemagne, Jessy Ares commence par travailler comme acteur. En 2005, il participe à une émission télévisée sur la chaîne allemande ProSieben, Die Abschlussklasse.
Il souhaite également percer comme chanteur, et participe à l'émission Deutschland sucht den Superstar en 2007. En 2011, il sort sous le nom d'Arestirado un album intitulé Shameless.
En parallèle, il travaille comme mannequin. Il est engagé en 2010 par le studio américains Titan Media comme acteur pornographique. Il joue ensuite pour plusieurs des autres grands studios du genre. Il déclare en interview aimer les relations sexuelles avec les hommes et sortir avec des hommes. Des prix récompensent sa carrière dans la vidéo pour adultes.

## Discographie
- 2011 : Shameless (Album, Enhanced CD)
- 2013 : Remix Collection (EP)
- 2013 : Pornpop (EP)
- 2015 : Tu Amor (Single)

## Filmographie
- 2011 : Consent de Brian Mills, avec Alession Romero (Titan Media)
- 2011 : Impulse de Brian Mills, avec Adam Killian, Dario Beck (Titan Media)
- 2011 : Incubus 1 de François Sagat et Brian Mills (Titan Media)
- 2012 : Awake, avec Adam Killian, Trenton Ducati (Lucas Entertainment)
- 2012 : Madrid Sexy (Falcon Entertainment)
- 2012 : The Woods 2, avec Jesse Santana, Paddy O'Brian, Landon Conrad (Raging Stallion Studios)
- 2013 : Meat Factory, de Jörg Andreas (Cazzo Film)
- 2013 : Kings of New York (Lucas Entertainment)
- 2013 : On Tap (Titan Media)
- 2013 : Original Sinners (Lucas Entertainment)
- 2014 : Chain Reaction de Joe Gage (Titan Media)
- 2015 : Reverend Daddy (Eurocreme)
- 2015 : Gay of Thrones 2 (Men.com)
- 2017 : Ex-Machina (Men.com)
- 2017 : Intense Pleasure, avec Fred Faurtin (Macho Guys)

## Distinctions
- XBIZ Award 2014 du performeur gay de l'année[5]
- Grabby Awards 2014 du meilleur acteur dans Original Sinners[6]